# 津田文吾
津田 文吾（つだ ぶんご、1918年4月24日 - 2007年11月8日）は、日本の政治家。元神奈川県知事（民選第6・7代）。元テレビ神奈川（tvk）会長。富山県小杉町（現・射水市）出身。東京帝国大学卒業。

## 略歴
内山岩太郎神奈川県知事の下で財政課長、総務部長、副知事などを歴任した後、1967年内山知事の後継者として自民党の推薦と民社党の支持を受けて神奈川県知事選に出馬し初当選。
1975年まで2期8年務めた。保守県政では珍しく知事在任中は、こども医療センター、総合リハビリテーションセンターなどの整備と運営に努めるなど福祉政策に力を入れ、「福祉の津田」と呼ばれた他、全国に先駆けて自然の尊重と人間性の回復を基調にした新総合計画を策定し、大企業の乱開発の規制、公害防止などにも取り組んだ。
2007年11月8日、大腸癌のため横浜市の病院で死去。享年90（89歳没）
| 公職            | 公職                                        | 公職          |
| --------------- | ------------------------------------------- | ------------- |
| 先代 内山岩太郎 | 神奈川県知事 公選第6 - 7代：1967年 - 1975年 | 次代 長洲一二 |